# 4904 Makio
4904 Makio eller 1989 WZ är en asteroid i huvudbältet som upptäcktes den 21 november 1989 av de båda japanska astronomerna Toshimasa Furuta och Yoshikane Mizuno vid Kani-observatoriet. Den är uppkallad efter den japanska astronomen Makio Akiyama.
Asteroiden har en diameter på ungefär 6 kilometer.